# Ко Прјули (Тревизо)
Ко Прјули је насеље у Италији у округу Тревизо, региону Венето.
Према процени из 2011. у насељу је живело 54 становника. Насеље се налази на надморској висини од 2 м.